# Otto-Wilhelm Förster
Otto-Wilhelm Förster (sinh ngày 16 tháng 3 năm 1885 mất ngày 24 tháng 6 năm 1966), ông là một vị tướng của Đức Quốc xã, tham gia chiến tranh thế giới thứ hai, chỉ huy một quân đoàn. Ông nhận được huân chương Hiệp sĩ Thập tự sắt từ hiệp hội Hiệp sĩ, vì lòng dũng cảm trong chiến đấu và tài chỉ huy quân sự. Tháng 1 năm 1944, Otto-Wilhelm Forster nghỉ hưu. Về sau ông bị Liên Xô bắt làm tù binh và được thả ra năm 1955.

### Sách
- Scherzer, Veit (2007). Ritterkreuzträger 1939–1945 Die Inhaber des Ritterkreuzes des Eisernen Kreuzes 1939 von Heer, Luftwaffe, Kriegsmarine, Waffen-SS, Volkssturm sowie mit Deutschland verbündeter Streitkräfte nach den Unterlagen des Bundesarchives (in German). Jena, Germany: Scherzers Miltaer-Verlag. ISBN 978-3-938845-17-2.